# Charles Lanctôt
Charles Lanctôt (14 octobre 1863 à Laprairie - 10 décembre 1946  à Québec) est un avocat et un homme politique québécois. Considéré comme l'éminence grise du régime de Louis-Alexandre Taschereau, il a été assistant procureur général de 1905 à 1936.

## Biographie
Charles Lanctôt fait ses études en droit et est admis au Barreau du Québec en 1883, à l'âge de 20 ans. Il devient l'associé du sénateur Raoul Dandurand et publia, en collaboration avec ce dernier, son premier ouvrage de droit, le Traité théorique et pratique de droit criminel. Après avoir été nommé conseiller juridique au département du procureur général en 1890, il fut nommé greffier au département du procureur général de Québec. Quelques années plus tard, il deviendra l'assistant du procureur général (et premier ministre) Lomer Gouin, le 23 mars 1905.
Durant sa carrière, il a plaidé plusieurs causes célèbres devant les plus hauts tribunaux du pays et le Conseil privé, notamment celle qui accordait à la province de Québec le droit de taxer les successions et celle du Labrador, de 1922 à 1927. Il a également siégé sur le conseil d'administration de différentes entreprises qui faisaient affaire avec le gouvernement du Québec, notamment la Shawinigan Water and Power.
Sa carrière se termina sur fond de scandales, révélés au cours de l'enquête du Comité des comptes publics menée par Maurice Duplessis au printemps de 1936. Il quitta ses fonctions à la suite de la démission du premier ministre Taschereau.

## Vie personnelle
Le père de Charles Lanctôt, Edmond Lanctôt, était le petit-fils d'Hippolyte Lanctôt, un patriote de 1837, qui mourut en Australie. Sa mère était la fille du colonel Miller, qui fut un temps commandant du fort de Chambly.
Charles Lanctôt vécut d'abord à Montréal, puis déménagea à Québec à la suite de sa nomination au département du procureur général. Il s'était marié en 1887. Il eut onze enfants - trois filles et huit fils. Il perdit son épouse le 16 octobre 1926, à l'âge de 62 ans. Au moment d'apprendre la nouvelle, Lanctôt était à bord d'un bateau, nommé l'Aquitania.

## Publications
- 1890 - Traité théorique et pratique de droit criminel
- 1891 - Manuel du juge de paix